# Архітектурна візуалізація
Архітектурна візуалізація — графічне відображення об'єкту або містобудівної ситуації в архітектурі. Має певну інформативність і дозволяє якнайповніше уявити зовнішні характеристики майбутньої споруди.
Є ефективною формою демонстрації конкурсних проектів, створення презентацій в галузі проектування і будівництва. Архітектурна візуалізація стала спеціальним напрямом в роботі архітекторів і 3D-дизайнерів.
Архітектурна візуалізація як кінцевий продукт має містити в собі не лише інформативну цінність у вигляді зображення проектованих архітектурних форм «як є», але й художню цінність з точки зору композиції, постановки світла і грамотної подачі архітектурних елементів. Можливості сучасних обчислювальних алгоритмів (методів вимальовування) і комп'ютерних потужностей дозволяють створювати повністю фотореалістичні зображення архітектурних форм, що особливо важливо при візуалізації об'єкта в наявній забудові або на реальній місцевості. Таким чином, архітектурна візуалізація включає безліч різних завдань як для будівельників і архітекторів, так і для працівників рекламної і творчої сфери. Такий широкий спектр можливостей архітектурної візуалізації створив умови для розвитку цього напряму комп'ютерної графіки в окрему галузь сервісу і послуг на світовому ринку.

## Види візуалізації
- Ручна графіка. Зображення, створені уручну з дотриманням принципів нарисної геометрії. Згодом можуть піддаватися комп'ютерній пост-обробці.
- Комп'ютерна графіка. Статична векторна або растрова графіка, анімація або панорамна візуалізація, що отримується в результаті розрахунку (вимальовування)  комп'ютерної моделі об'єкта, що візуалізується, спеціальною програмою.

Для виконання архітектурної візуалізації найчастіше використовується таке програмне забезпечення: ArchiCAD, Artlantis R, 3ds MAX, AutoCAD, SketchUp, Maya, Cinema 4D, SolidWorks, V-Ray, Blender тощо. На сьогоднішній день одним з популярних методів роботи в галузі архітектурної візуалізації є віддалене проектування. Мережеві ресурси, бази даних проектувальників доступні всім користувачам, зацікавленим у співпраці в цій галузі комп'ютерної графіки.